# Krivaja (Bačka Topola)
Krivaja (v srbské cyrilici Криваја) je vesnice v srbské autonomní oblasti Vojvodina, administrativně součást opštiny Bačka Topola. Nachází se severozápadně od uvedeného města. V roce 2011 v ní žilo 653 obyvatel. 
Vesnice vznikla jako plánované sídlo s organizovanou sítí ulic. Zástavba se nachází stranou od hlavní silnice. Vzniklo nejspíše na počátku 20. století okolo původní salaše.
Obcí prochází silnice spojující města Sombor a Bačka Topola. Je obklopena intenzivně zemědělsky využívanou krajinou Panonské nížiny. Protéká ji potok řeka stejného názvu, která je u obce přehrazená. Řeku trápí velká míra znečištění.